# الان جی. مارشال
الان جی. مارشال (انگلیسی: Alan G. Marshall؛ زاده ۷ مارس ۱۹۴۴) یک دانشمند است.